# Epic (Anforderungsmanagement)
Unter einem Epic versteht man im Kontext des Anforderungsmanagements die Beschreibung einer Anforderung an eine neue Software auf einer hohen Abstraktionsebene. Die Beschreibung der Anforderung geschieht dabei in der Alltagssprache (analog zu User-Storys). 

## Ansatz
Bei der sogenannten Story-Zerlegung wird ein Epic mit dem Ziel einer besseren Detaillierung in mehrere User-Storys zerlegt. Durch dieses Verfahren findet eine Zerlegung von Übersichtsbeschreibungen zu Detailbeschreibungen statt,  um eine Umsetzung durch das Entwicklungs-Team zu erleichtern. Hierbei kommen zur Beschreibung der Anwendungsfälle neben Alltagssprache auch Visualisierungen, z. B. durch UML-Diagramme, zum Einsatz.
Der Begriff „Epic“ wird vor allem bei der agilen Softwareentwicklung im Anforderungsmanagement verwendet. Epics dienen dabei zur Entwicklung eines Product-Backlogs im Rahmen von Scrum. Sie geben dem Autor die Möglichkeit, zunächst eine aggregierte Übersichtsdarstellung neuer Produktanforderungen zu entwickeln, ohne auf die Details einer Anforderung eingehen zu müssen. Epics können insofern nicht direkt in Software-Coding umgesetzt werden, sondern bedürfen der Detaillierung, die unter Scrum in der Vorbereitung eines Sprint-Planungsmeetings geschieht. Das Epic steht dabei in Kontrast zur User Story, die eine Anforderung feingranular beschreibt und eine Detaillierung des Epics auf eine in Software-Code umsetzbare Granularitätsstufe darstellt.